# PC-9801

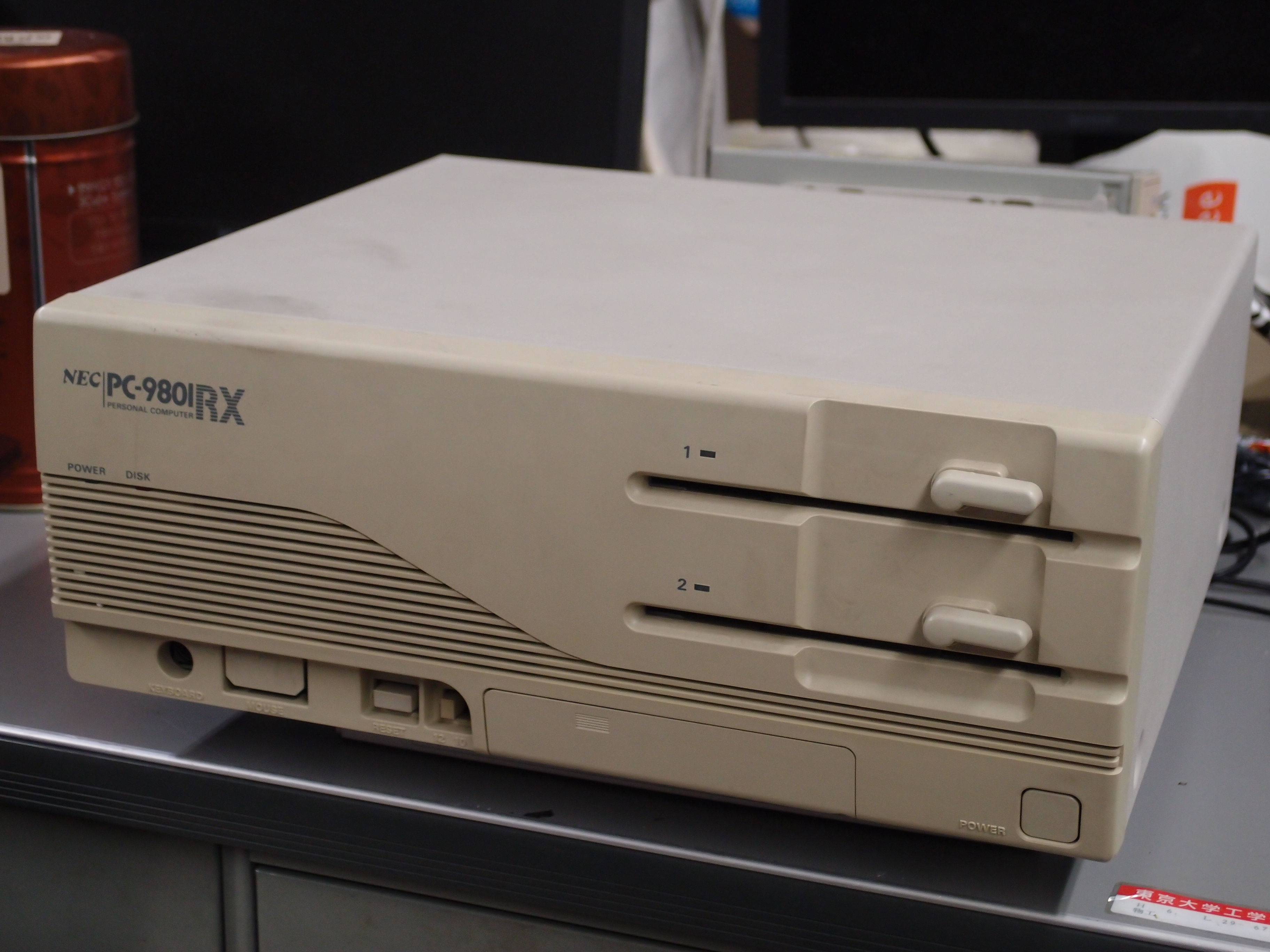
NEC PC-9801 RX

NEC PC-9801 (або скорочено PC-98) — серія японських 16-и й 32-бітних мікрокомп'ютерів виробництва компанії NEC. Її комп'ютери активно випускалися в багатьох форм-факторах і з різними специфікаціями з 1982 по 1995 роки. Використовувалися передусім для ведення бізнесу, але з часом стали і популярною розважальною платформою.

## Історія
Перший комп'ютер PC-9801 з'явився у 1982 році, і комплектувався процесором 8086. Частота процесора становила 5 МГц, також мав два контролери дисплею µPD7220 (один для графіки, а інший для тексту) та 128 Кб оперативної пам'яті, котру можна було розширити до 640 Кб. 8-кольоровий дисплей мав максимальну роздільну здатність у 640х400 пікселів. Наступна модель PC-9801E з'явилася 1983-го року, і комплектувалася процесором 8086-2, котрій міг перемикатися між частотами у 5 та 8 МГц.
Перші моделі були настільними, згодом з'явилися ноутбуки. В жовтні 1986 вийшла модель PC-98LT, що стала першим ноутбуком японського виробництва.
На початку 90-х 50% проданих у Японії комп'ютерів були PC-98. Остання модель даної лінійки 9821Ra43 з'явилася у 2000 році, і мала процесор Celeron з тактовою частотою 433 МГц. На 1999 рік продажі комп'ютерів серії PC-9801 склали 18 млн штук.

## Відмінність від IBM PC

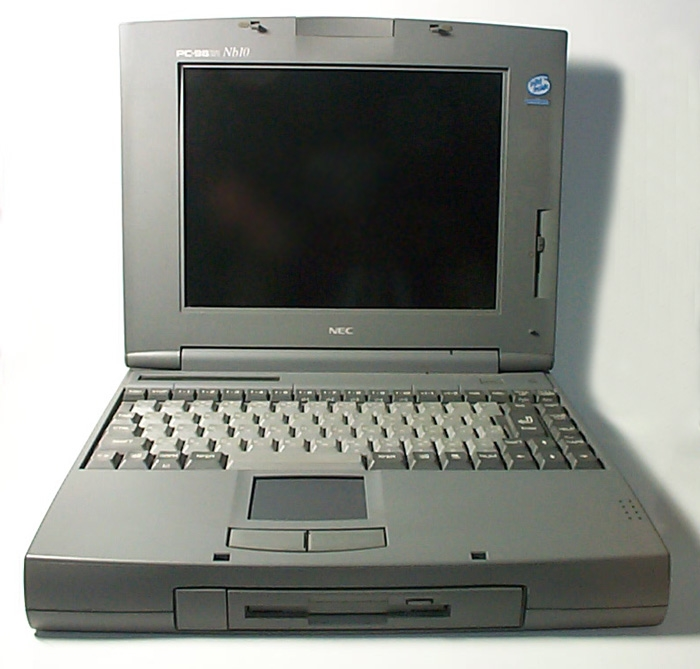
NEC PC-9821 NB10

Архітектура PC-98 багато у чому відрізняється від IBM PC: наприклад, у ній використовується власна 16-бітна шина C-Bus, замість популярної тоді ISA. Також відрізняється BIOS, адресація вводу/виводу, керування пам'яттю та графікою.

## Операційні системи
На PC-9801 працювали спеціальні версії CP/M-86, Concurrent CP/M, MS-DOS, PC-UX (UNIX), OS/2 і Windows (по Windows 2000). Операційна система FreeBSD також працює на комп'ютерах моделі PC-9801 з процесором i386. 

## Ресурси тенет
- Historical Computers in Japan: PC-9801 [Архівовано 2 січня 2015 у Wayback Machine.]

- Емулятор NEC PC98 [Архівовано 4 січня 2011 у Wayback Machine.]